# Théâtre Lazari

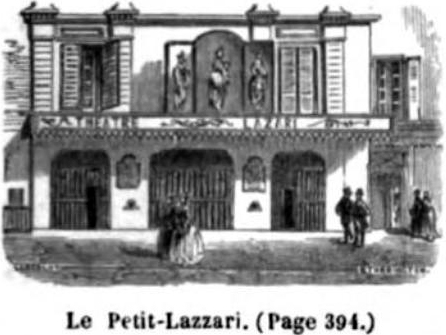
Le théâtre du Petit-Lazari, illustré en 1855.

Le théâtre Lazari (ou Lazzari) est un théâtre parisien, fondé en 1777, sur le boulevard du Temple, et disparu en 1863.

## Histoire
En 1777, un certain Tessier fit construire cette petite salle sur le boulevard du Temple, en face de la rue Charlot, pour les élèves de l’Académie d’opéra et de l’Académie royale de danse, avec le nom de Théâtre des élèves de Thalie, puis Théâtre des élèves de l’Opéra. Son entreprise ne réussit pas, malgré le succès de La Jérusalem délivrée jouée pour l’ouverture. Parisot, qui succéda à Tessier à la direction du théâtre, aurait eu le privilège d’y recevoir l’envoyé spécial des États-Unis Paul Jones, héros de la guerre d’indépendance. Parisot fut contraint par le roi de fermer boutique pour n’avoir pas honoré ses factures. Le théâtre fut occupé en 1780 par un industriel qui y montra pendant quatre ans des jeux pyrrhiques, puis qui l’abandonna.
La salle prit alors le nom de Lycée dramatique, et l’on y joua pendant quelque temps des pièces de genre. En 1792, le célèbre mime italien, Lazari, acquit le privilège de ce théâtre et lui donna le titre de Variétés amusantes. Son habile administration ne tarda pas à attirer la foule, et les Variétés amusantes prirent le nom de leur directeur. Mais ce succès ne fut pas de longue durée. Le public désertait déjà le théâtre du boulevard du Temple lorsqu’un incendie l’anéantit en 1798, et le directeur, ruiné, se suicida.
Lazari, qui s’était fait admirer lui-même dans une suite de pantomimes et de pièces à travestissements, faisait alterner avec ses arlequinades des ouvrages révolutionnaires d’un cynisme outrancier et de pastorales insipides.
Remplacé par un café chantant, son théâtre ressuscita un peu plus tard sous le nom de Petit-Lazari, et fut, après 1830, la scène préférée des gamins de Paris. Il ne disparut qu’en 1863, par suite d’expropriation.

## Sources
- Gustave Vapereau, Dictionnaire universel des littératures, Paris, Hachette, 1876, p. 1209.
- Nicolas Brazier, Chroniques des petits théâtres de Paris depuis leur création jusqu’à ce jour, Paris, Allardin, 1837, vol. 1, p. 129–135 (Canadian Libraries Internet Archive).
- Nicolas Brazier, Histoire des petits théâtres de Paris depuis leur origine, réimpr. Ayer Publishing, 1969, p. 78–81  (ISBN 0833703587) (Google Books).